# ناثان بيترمان
ناثان بيترمان (بالإنجليزية: Nathan Peterman)‏ هو لاعب كرة قدم أمريكية أمريكي، ولد في 4 مايو 1994 في جاكسونفيل في الولايات المتحدة.

## وصلات خارجية
- ناثان بيترمان على موقع إي إس بي إن.كوم (أن.أف.أل)3
- ناثان بيترمان على موقع مرجع كرة القدم المحترفة.كوم (الإنجليزية)
- ناثان بيترمان على موقع كلية كرة القدم في سبورتس رفرنس.كوم (الإنجليزية)